# タマン・S
タマン・S（Thaman S、1983年11月16日 - ）は、インドのテルグ語映画、タミル語映画で活動するドラマー、作曲家、プレイバックシンガー。2009年に『Kick』で音楽監督デビューし、2020年に『ヴァイクンタプラムにて』で国家映画賞 音楽監督賞を受賞した。主にラヴィ・テージャ、スレンダル・レッディ、シュリーヌ・ヴァイトラ、トリヴィクラム・シュリーニヴァース、ボーヤパーティ・シュリーヌの監督作品に参加している。

## 生い立ち
アーンドラ・プラデーシュ州ネルール県で生まれ、「ガンタサーラ・サーイ・シュリーニヴァース・タマン・シヴァクマール(Ghantasala Sai Srinivas Thaman Sivakumar)」と名付けられた。生家はテルグ・バラモンの音楽家一家で、チェンナイで幼少期を過ごした。祖父のガンタサーラ・ラーマイヤーはテルグ語映画で活動する映画監督・プロデューサー、父のガンタサーラ・シヴァ・クマールはドラム奏者としてK・チャクラヴァルティーの監督作品など700本以上の映画に参加した。また、母のガンタサーラ・サーヴィトリ、姉のヤミニ・ガンタサーラ、叔母のB・ヴァサンタはプレイバックシンガーとして活動している。サーイ・シュリーニヴァースは音楽家としての芸名を本名と父の名前から取って、「タマン・S(Thaman S)」としている。
9歳の時にS・P・バーラスブラマニアム、G・アーナンドの音楽チームにリズムパッド奏者として参加した。13歳の時に父が死去したため、家計を助けるため趣味だった音楽活動を仕事にするようになった。その後はラージ＝コーティの下で3年間で60本の映画に携わり、M・M・キーラヴァーニの下では3年間で90本の映画に携わった。また、マニ・シャルマから音楽を学び、彼の下で8年間で94本の映画に携わった。タマンは複数の音楽家の下で14年間働いた後、音楽家として独立した。

## キャリア
父シヴァ・クマールは著名なパーカッショニストのシヴァマニと仕事を共にするなどドラム奏者として有名であり、タマンも父から音楽の技術を学んでいる。その後、1994年に『Bhairava Dweepam』の録音作業に同行したタマンは父のサポート・ドラマーを務め、初めて映画音楽の仕事に携わった。音楽監督になる以前は世界各国を巡り700以上のステージに参加し、また900本以上の映画に奏者として参加していた。2009年に『Kick』『Sindhanai Sei』で音楽監督デビューする。また、2003年にはシャンカルの『Boys』で俳優デビューしている。
2009年に『Malli Malli』で作曲家として参加し、前年の2008年にサウンドトラック・アルバムがリリースされた。タマンの音楽について、Idlebrain.comのジーヴィは「非常に優れたものだった」と評価している。また、同年に『Sindhanai Sei』でタミル語映画デビューし、収録曲「Uchimeedhu」でプレイバックシンガーとしてもデビューしている。『Eeram』では映画音楽を批評家から絶賛され、2007年から作曲を始めたサウンドトラックは2008年にリリースされ、映画自体は2009年に公開された。2017年5月にはローヒト・シェッティの『Golmaal Again』にサウンドトラックの作曲家6人のうちの1人として参加し、ヒンディー語映画デビューした。2018年にはローヒト・シェッティの『シンバ』でテーマ曲の作曲を手掛けた。

## フィルモグラフィー

### 映画
- Boys（2003年）
- Sindhanai Sei（2009年）
- Ayyanar（2010年）
- Mr. Majnu（2019年）

### テレビシリーズ
- Super Singer（2019年） - 審査員
- Telugu Indian Idol（2022年-2023年） - 審査員
- Super Singer Junior 9（2023年） - 審査員

## 受賞歴
| 年                                | 部門                                         | 作品                                 | 結果       | 出典       |
| 国家映画賞                        | 国家映画賞                                   | 国家映画賞                           | 国家映画賞 | 国家映画賞 |
| --------------------------------- | -------------------------------------------- | ------------------------------------ | ---------- | ---------- |
| 2022年                            | 歌曲部門音楽監督賞                           | 『ヴァイクンタプラムにて』           | 受賞       | [ 25 ]     |
| フィルムフェア賞 南インド映画部門 |                                              |                                      |            |            |
| 2012年                            | テルグ語映画部門音楽監督賞                   | 『Dookudu』                          | 受賞       | [ 26 ]     |
| 2013年                            | テルグ語映画部門音楽監督賞                   | 『Businessman』                      | ノミネート |            |
| 2015年                            | テルグ語映画部門音楽監督賞                   | 『Race Gurram』                      | ノミネート |            |
| 2017年                            | テルグ語映画部門音楽アルバム賞               | 『Sarrainodu』                       | ノミネート |            |
| 2019年                            | テルグ語映画部門音楽アルバム賞               | 『アラヴィンダとヴィーラ』           | ノミネート |            |
| 2022年                            | テルグ語映画部門音楽アルバム賞               | 『ヴァイクンタプラムにて』           | ノミネート |            |
| 2024年                            | テルグ語映画部門音楽アルバム賞               | 『Bheemla Nayak』                    | ノミネート | [ 27 ]     |
| 南インド国際映画賞                |                                              |                                      |            |            |
| 2012年                            | テルグ語映画部門音楽監督賞                   | 『Dookudu』                          | 受賞       | [ 28 ]     |
| 2013年                            | テルグ語映画部門音楽監督賞                   | 『Businessman』                      | ノミネート | [ 29 ]     |
| 2013年                            | テルグ語映画部門男性プレイバックシンガー賞   | - 「Sir Osthara」 - 『Businessman』  | 受賞       | [ 29 ]     |
| 2014年                            | テルグ語映画部門音楽監督賞                   | 『Naayak』                           | ノミネート |            |
| 2015年                            | テルグ語映画部門音楽監督賞                   | 『Race Gurram』                      | ノミネート | [ 30 ]     |
| 2015年                            | テルグ語映画部門ストリーミング歌曲賞         | - 「Aagadu title song」 - 『Aagadu』 | 受賞       | [ 30 ]     |
| 2016年                            | テルグ語映画部門音楽監督賞                   | 『Bruce Lee: The Fighter』           | ノミネート |            |
| 2017年                            | テルグ語映画部門音楽監督賞                   | 『Sarrainodu』                       | ノミネート |            |
| 2019年                            | テルグ語映画部門音楽監督賞                   | 『アラヴィンダとヴィーラ』           | ノミネート |            |
| 2022年                            | テルグ語映画部門音楽監督賞                   | 『ヴァイクンタプラムにて』           | 受賞       | [ 31 ]     |
| 2022年                            | カンナダ語映画部門男性プレイバックシンガー賞 | 『Yuvarathnaa』                      | 受賞       | [ 31 ]     |
| 2024年                            | テルグ語映画部門音楽監督賞                   | 『Writer Padmabhushan』              | ノミネート | [ 32 ]     |
| IIFAウトサヴァム                  |                                              |                                      |            |            |
| 2024年                            | テルグ語映画部門音楽監督賞                   | 『Veera Simha Reddy』                | ノミネート | [ 33 ]     |
| サントーシャム南インド映画賞      |                                              |                                      |            |            |
| 2019年                            | 音楽監督賞                                   | 『アラヴィンダとヴィーラ』           | 受賞       | [ 34 ]     |
| ジー・シネ・アワード・テルグ      |                                              |                                      |            |            |
| 2019年                            | フェイバリット音楽監督賞                     | 『Tholi Prema』                      | 受賞       | [ 35 ]     |
| ハイデラバード・タイムズ映画賞    |                                              |                                      |            |            |
| 2011年                            | 音楽監督賞                                   | 『Dookudu』                          | 受賞       | [ 36 ]     |